# Phare de Culatra
Le phare de Culatra (ou phare de Cabo de Santa Maria) est un phare situé sur l'Île de Culatra, proche d'Olhão mais appartenant à la municipalité de Faro, dans le district de Faro (Région de l'Algarve au Portugal).
Il est géré par l'autorité maritime nationale du Portugal à Oeiras (Grand Lisbonne).

## Histoire
Le phare a été construit en 1851 sous la direction de l'ingénieur Gaudencio Fontana. Il a été le premier au Portugal à recevoir une lentille de Fresnel de second ordre avec une focale de 700 mm, permettant une portée de 15 milles nautiques (environ 27 km), installée au sommet d'une tour cylindrique de 35 mètres.
En 1922, la tour a été relevée de 12 mètres en passant à 47 mètres, et en recevant un système optique de troisième ordre, grand modèle et rotatif, alimenté par une lampe à pétrole. Trois ans plus tard, cette lampe est remplacée par une lampe à vapeur de pétrole. En 1929, à cause d'oscillations de la tour, des travaux de consolidation ont été mis en œuvre par des piliers de contrefort sur toute la hauteur de la tour à l'extérieur, et croisillons en béton armé.
En 1949, le phare est électrifié avec l'installation de groupes électrogènes alimentant une lampe à incandescence. Des panneaux supplémentaires ont également été montés sur le système lenticulaire, en lui donnant la caractéristique d'une lanterne aéromaritime avec l'installation d'un radiophare.
En 1995, il a été réalisé de nouveaux travaux de consolidation de la tour principale, qui a forcé le démantèlement de la lanterne et l'installation temporaire sur un échafaudage. Cette intervention a duré environ un an et en 1997 le phare a été automatisé. En 2001, le radiophare a été supprimé, n'ayant plus d'intérêt à la navigation.
Le phare reste une grande attraction sur l'île.
Identifiant : ARLHS : POR041 ; PT-505 - Amirauté : D2206 - NGA : 3724.
|                     |
| Cabo de Santa Maria |

|          |
| Le phare |

### Lien connexe
- Liste des phares du Portugal